# Potentilla dickinsii
Potentilla dickinsii är en rosväxtart som beskrevs av Adrien René Franchet och Sav.. Potentilla dickinsii ingår i Fingerörtssläktet som ingår i familjen rosväxter. Inga underarter finns listade i Catalogue of Life.

## Bildgalleri

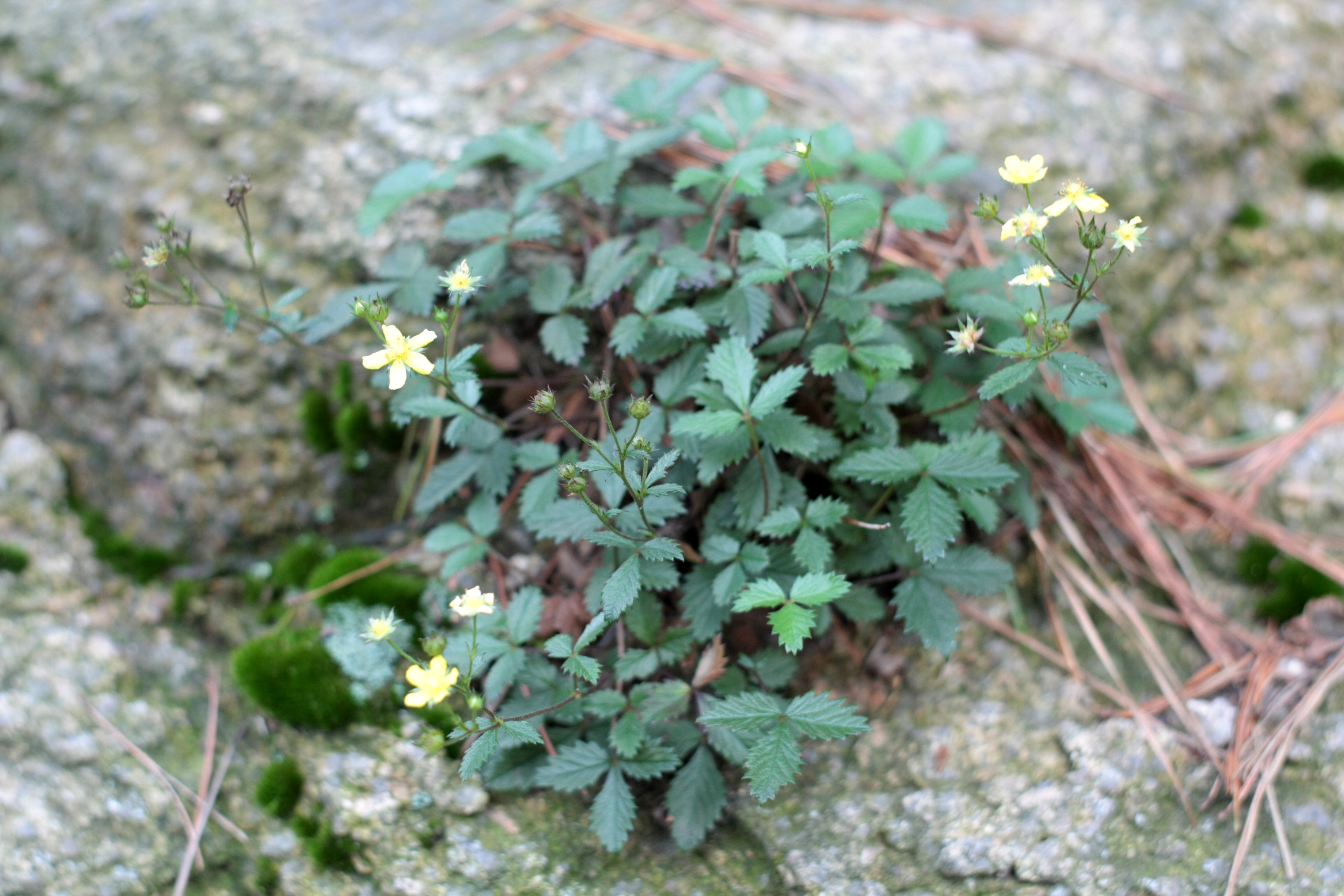
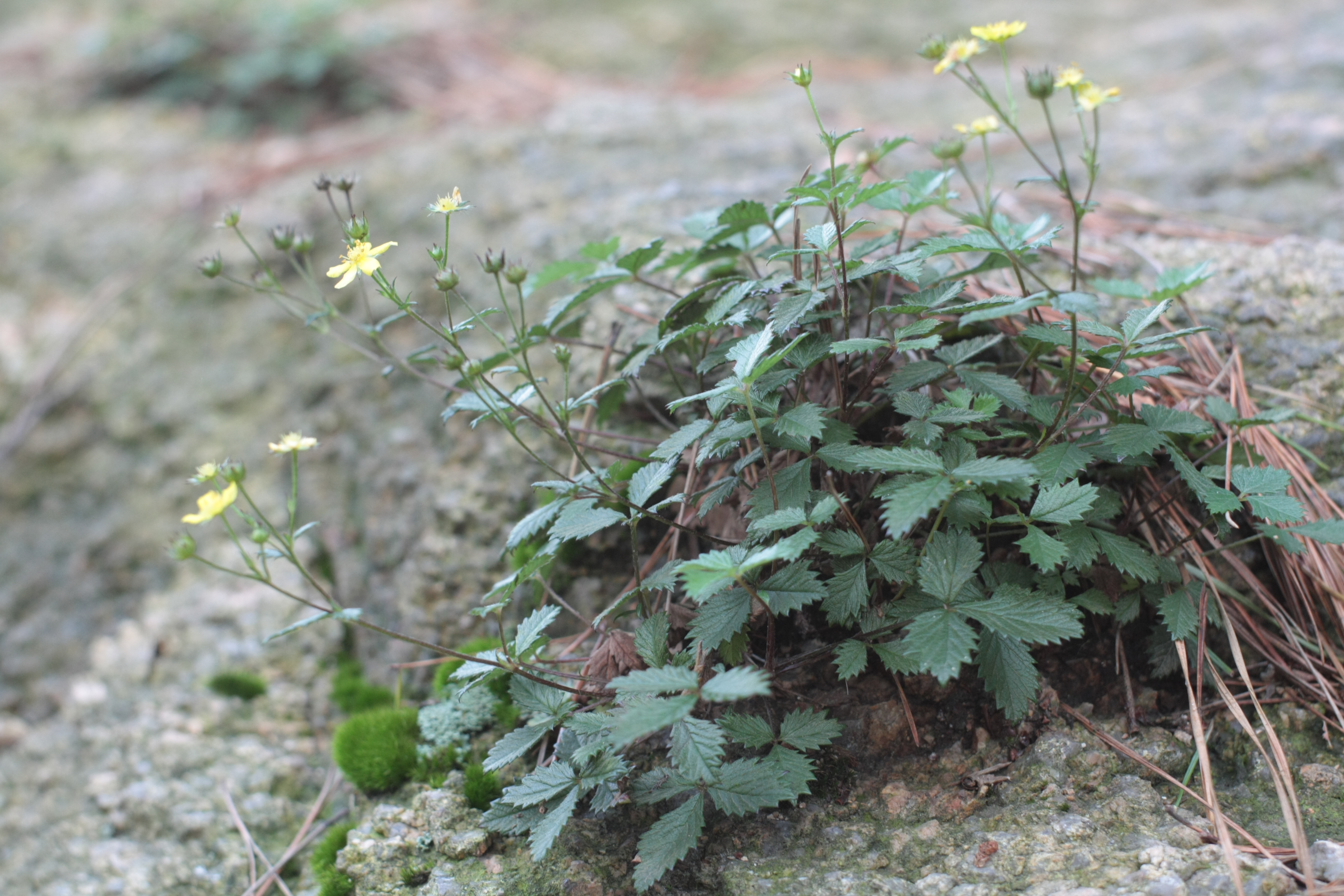
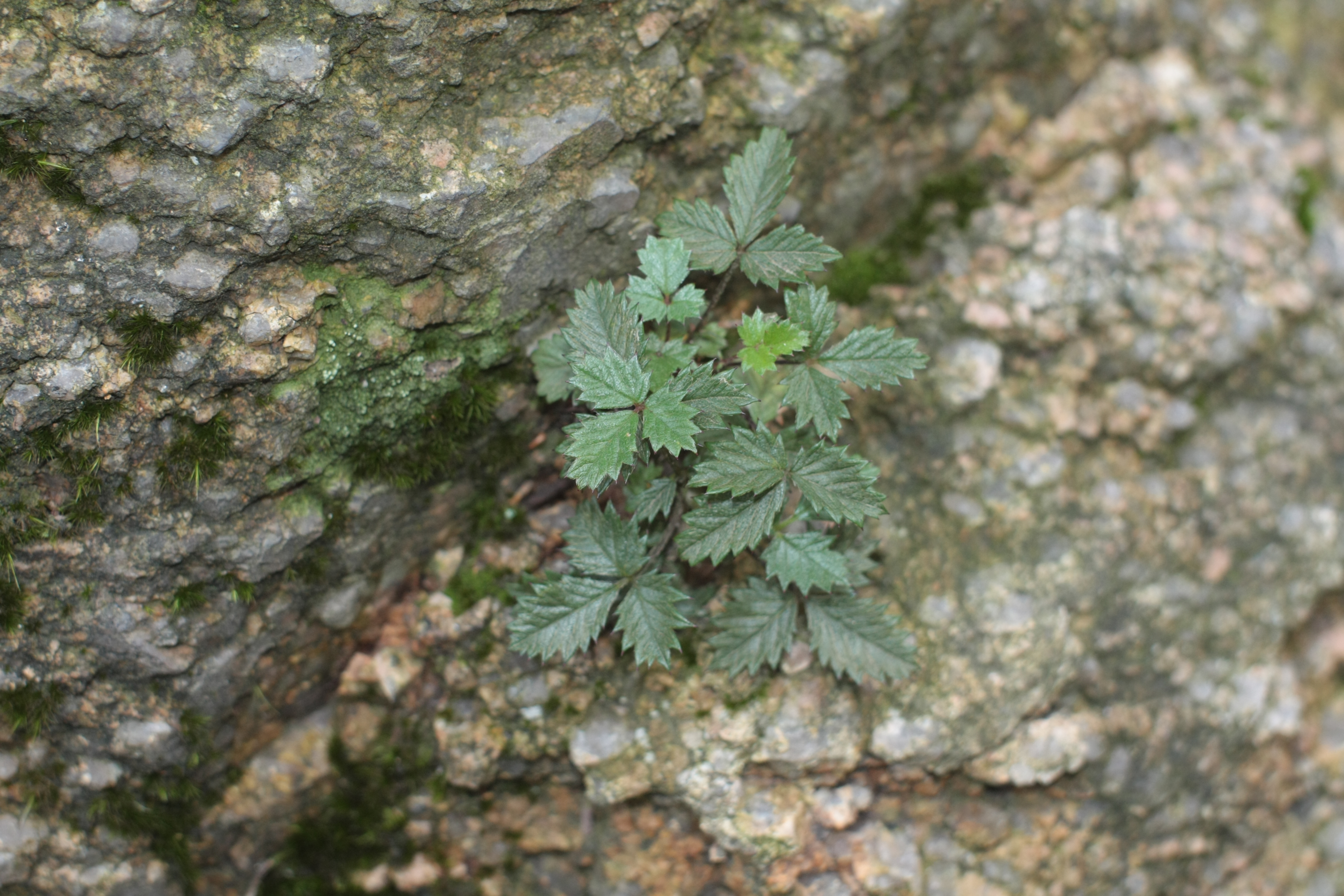
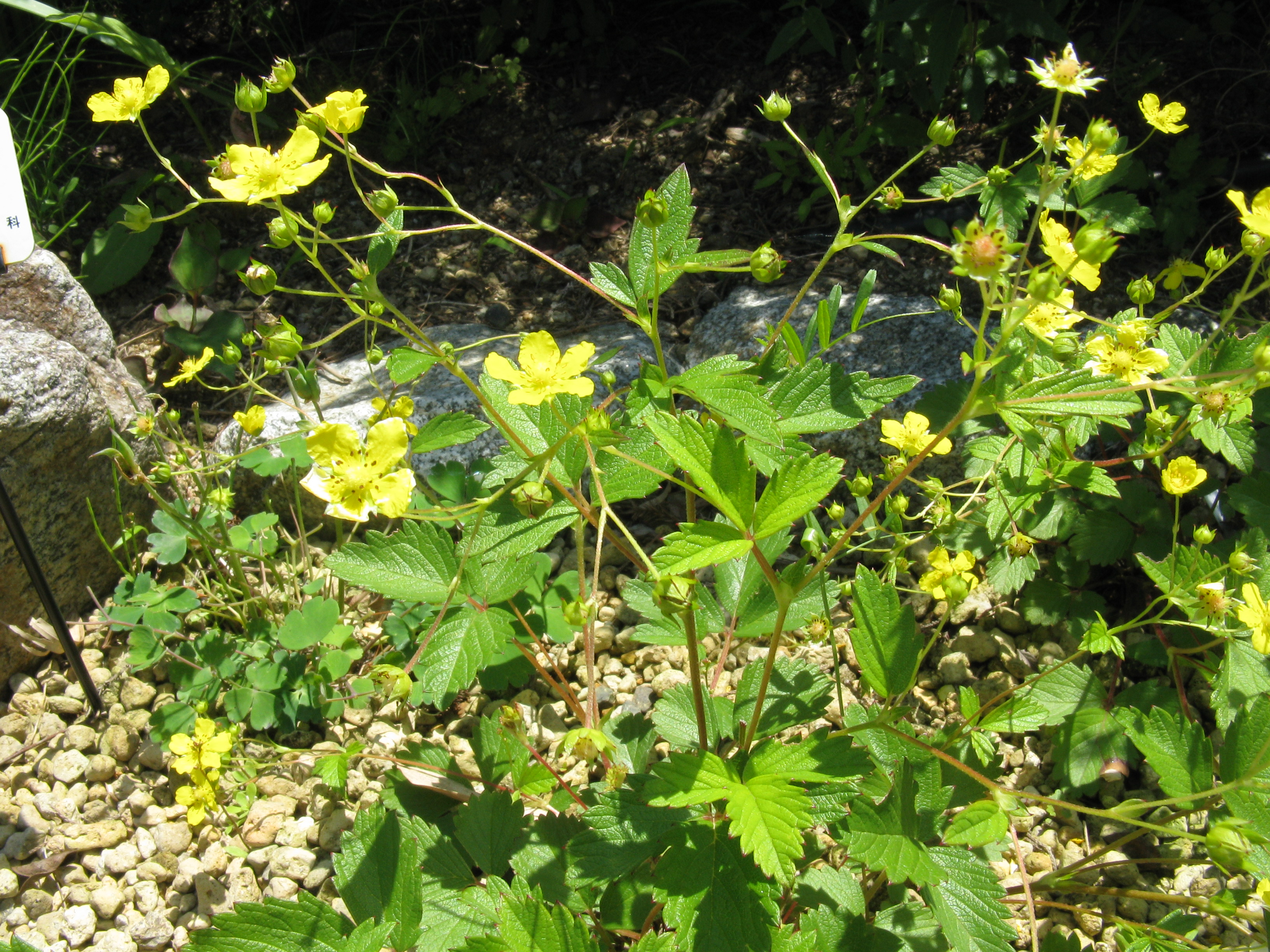
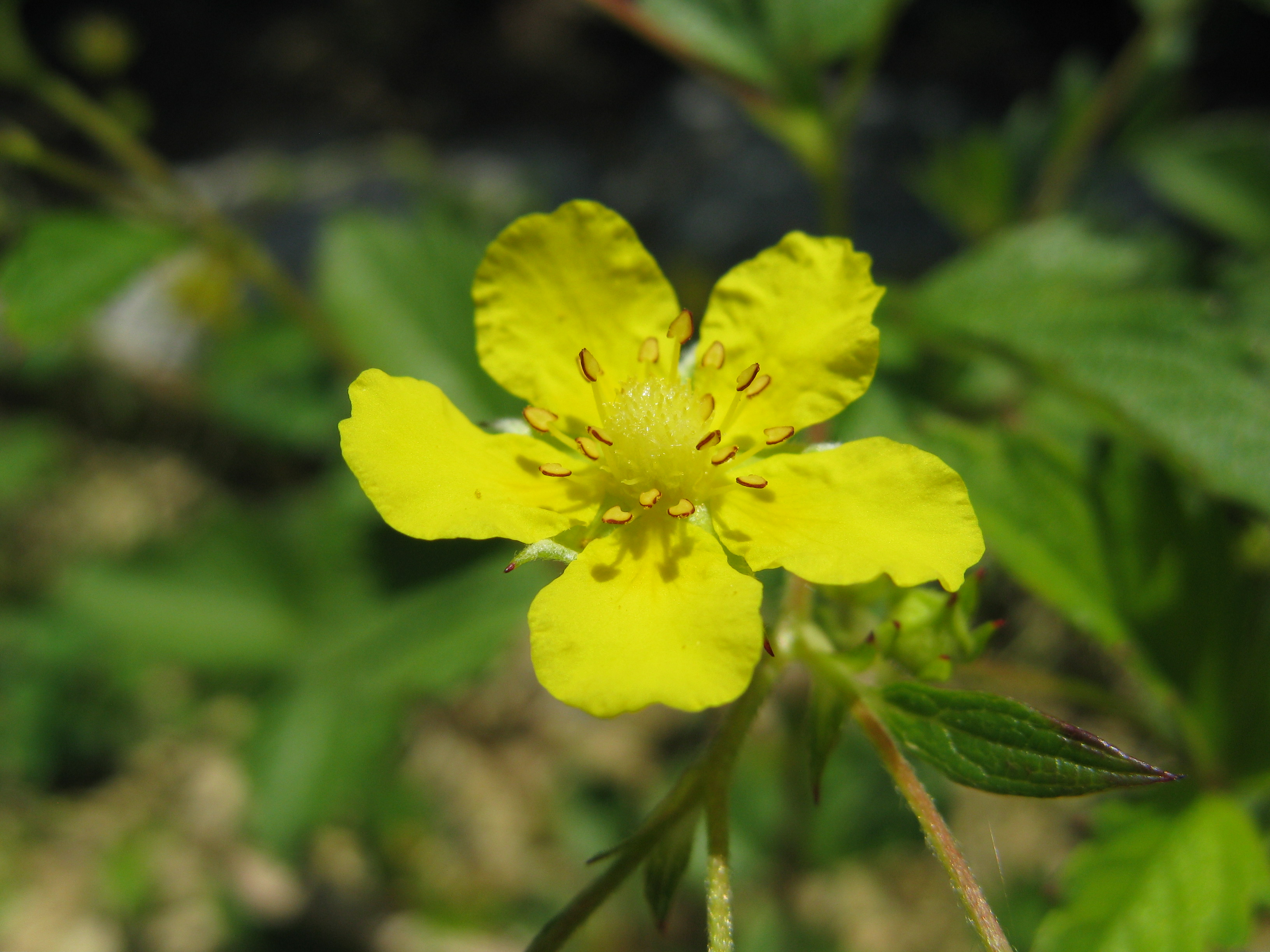